# Huangcun (socken i Kina, Guangxi)
Huangcun (kinesiska: 黄村乡, 黄村) är en socken i Kina. Den ligger i den autonoma regionen Guangxi, i den södra delen av landet, omkring 200 kilometer nordost om regionhuvudstaden Nanning.
Genomsnittlig årsnederbörd är 2 096 millimeter. Den regnigaste månaden är juni, med i genomsnitt 417 mm nederbörd, och den torraste är februari, med 54 mm nederbörd.